# DICOS
DICOS är ett proprietärt realtidsoperativsystem ursprungligen utvecklat av Ericsson inom ramen för AXE-N 1987-1995.

DICOS är utvecklat för Intel x86 pentium och används med ett CORBA-baserat system för att hantera signalsystem nummer 7 (SS7). Stacken som utgörs av DICOS+SS7 utgör ett delsystem av det större konceptet TelORB som är en plattform för att hantera hela telenät.
Nyare dokumentation refererar till den plattform där DICOS används, där det istället kallas TSP kernel efter Telecommunications Server Platform där det numera ingår.